# Savencia
Savencia — французская компания, производитель сыров. Штаб-квартира расположена в городе Вирофле (департамент Ивелин, регион Иль-де-Франс).

## История

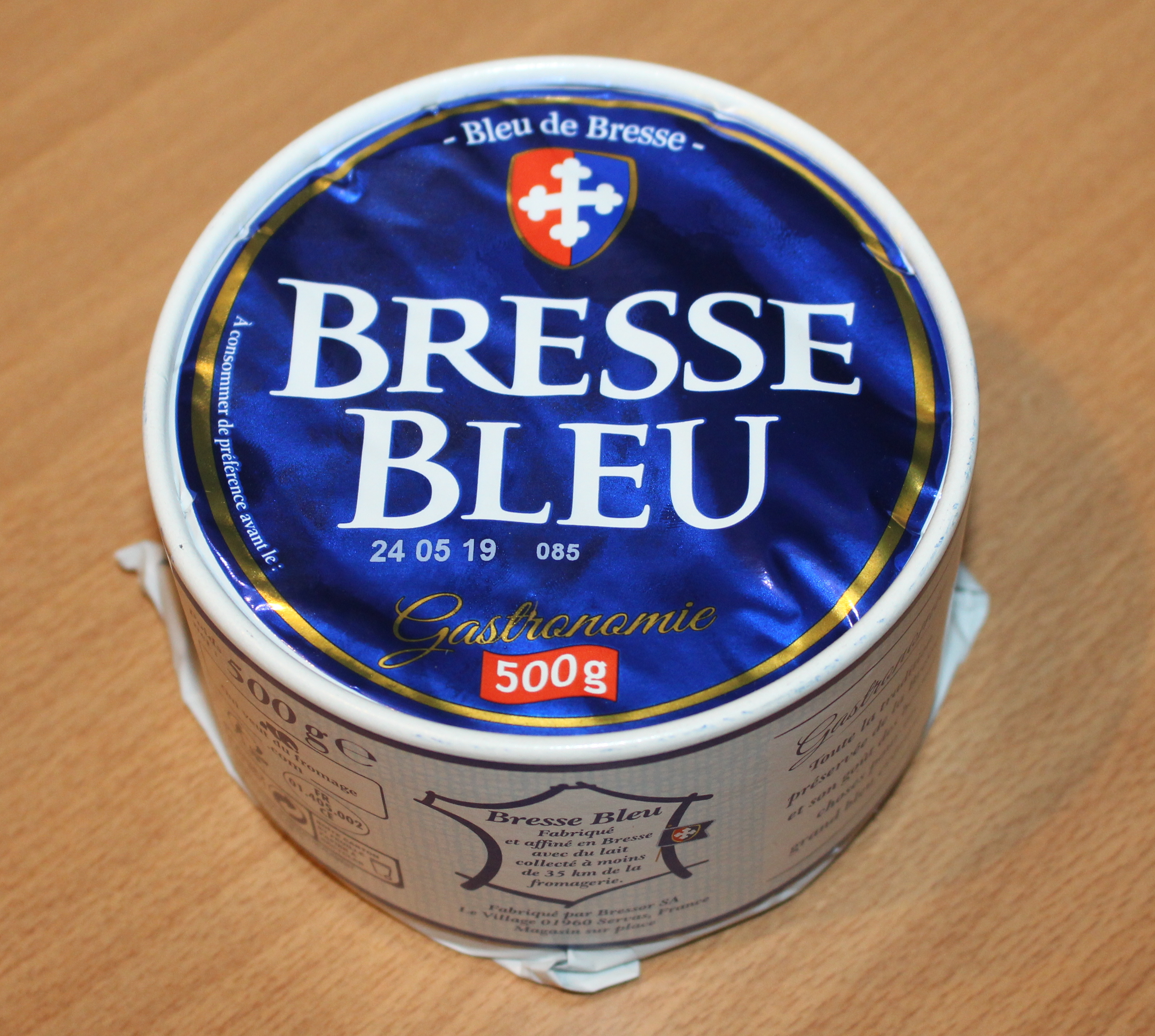
Сыр Bresse Bleu

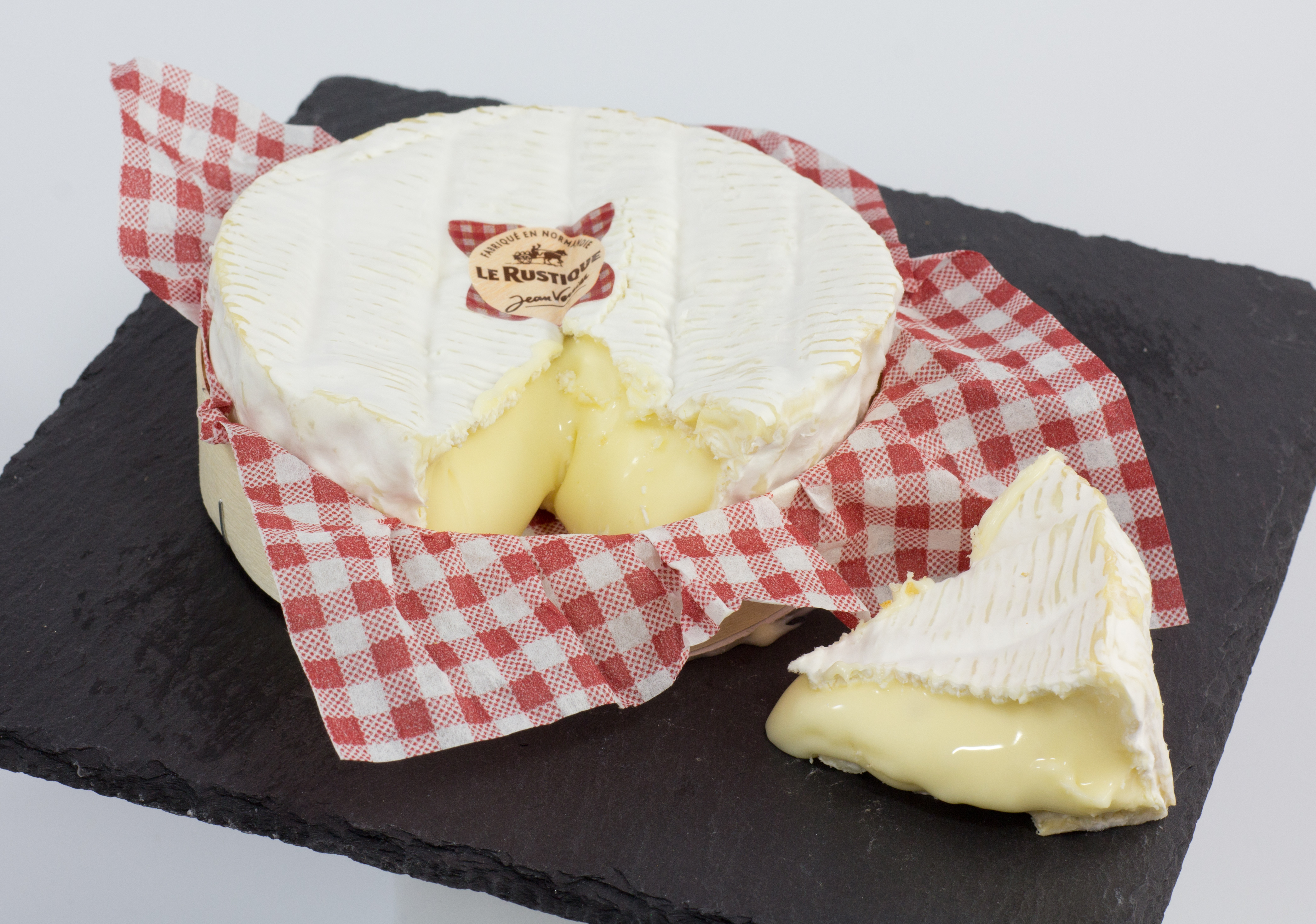
Сыр Le Rustique

Компания основана в 1920 году под названием Fromagerie d’Illoud (с фр. — «Сыроварня Иллу») в коммуне Иллу департамента Верхняя Марна. В годы Второй мировой войны это семейное предприятие возглавил Жан-Ноэль Бонгрен (фр. Jean-Noël Bongrain). В 1956 году запущен бренд мягкого сыра с плесенью «Caprice des Dieux» (с фр. — «Каприз богов»). Благодаря агрессивному маркетингу бренд быстро завоевал популярность во всей Франции. В конце 1950-х годов сыр начали экспортировать в Германию, а в следующем десятилетии — в Швейцарию, Австрию, Италию и Испанию. Рост продаж потребовал расширения производства, поэтому Бонгрен начал скупать сырзаводы сначала в том же регионе Франции, а затем и в других. В 1964 году появился ещё один бренд сыра, «Tartare». В 1967 году была поглощена компания Fromageries des Chaumes, а в 1968 году — Compagnie Fromagère de la Vallée de l’Ance.
В 1970 году были поглощены ещё 3 производителя сыра, Laiterie Centrale Krompholtz, Grand’Ouche и Gérard, после чего компания сменила название с Fromagerie d’Illoud на Bongrain-Gérard. Следующими приобретениями во Франции были компании Laiterie de la Vallée du Dropt в 1971 году, Siclet в 1973 году и Rambol в 1975 году. Также в 1975 году Bongrain-Gérard вышла на рынок Южной Америки, купив бразильского производителя сыров Polenghi. В 1976 году куплена компания Colombo в США.
В 1980 году компания сменила название на Bongrain и разместила свои акции на Парижской фондовой бирже. Также в 1980 году открыты предприятия в Австралии и Новой Зеландии, а в 1981 году поглощена австралийская компания Lactos. Другими крупными приобретениями 1980-х годов были Martinus (Нидерланды); Johnston, Kolb-Lena и Real Fresh (США); Skandia и Campo Lindo (Бразилия); Horizons Laitiers (Франция). Также в этом десятилетии были запущены два новых бренда, P’tit Louis и Fol Epi. К 1989 году годовой оборот Bongrain достиг 6 млрд франков (около 1 млрд долларов США).
В 1990 году куплена компания Fromagerie Paul Renard, а в 1992-м — Union Laitière Normande. В начале 1990-х годов Bongrain начала выход на рынки стран Восточной Европы: были куплены компании Veszpremtej в Венгрии и Pribina в Чехии, а также открыт завод в Польше. В середине 1990-х годов начато производство сыров в Чили и Уругвае. В 1996 году оборот компании превысил 10 млрд франков.
В 2000-х годах куплены бренды Edelweiss, Bresso, Milkana и Brunch в Германии и Passendale в Бельгии. Также было создано совместное предприятие Compagnie des Fromages et RichesMonts (CF&R) в партнерстве с молочным кооперативом Sodiaal, его брендами стали Le Rustique, Cœur de Lion и RichesMonts. В 2001 году компания вышла на украинский рынок, купив Звенигородский сыродельный комбинат.
В 2015 году компания Bongrain сменила название на Savencia Fromage & Dairy. В 2018 году была поглощена российская компания Белебевский молочный комбинат, крупнейший производитель сыра в Башкортостане; в следующем году было вложено 3 млрд рублей в расширение производства на комбинате. В 2020 году CF&R из совместного предприятия стало дочерней компанией.

## Собственники и руководство
Контрольный пакет акций (66,64 %) принадлежит холдинговой компании Savencia Holding SCA, контролируемой семьёй Бонгрен; Арман Бонгрен (Armand Bongrain, род. 9 июня 1953 года) является её председателем совета директоров. Председателем самой компании Savencia SA является его старший брат Алекс Бонгрен (Alex Bongrain, род. 16 марта 1952 года), который был одним из фигурантов «Панамских документов».
Пост генерального директора с сентября 2022 года занимает Оливье Деламеа (Olivier Delaméa, род. 26 апреля 1969 года); до этого он возглавлял подразделение овощей в кооперативе Avril, а ранее его карьера проходила в группе Danone.

## Деятельность

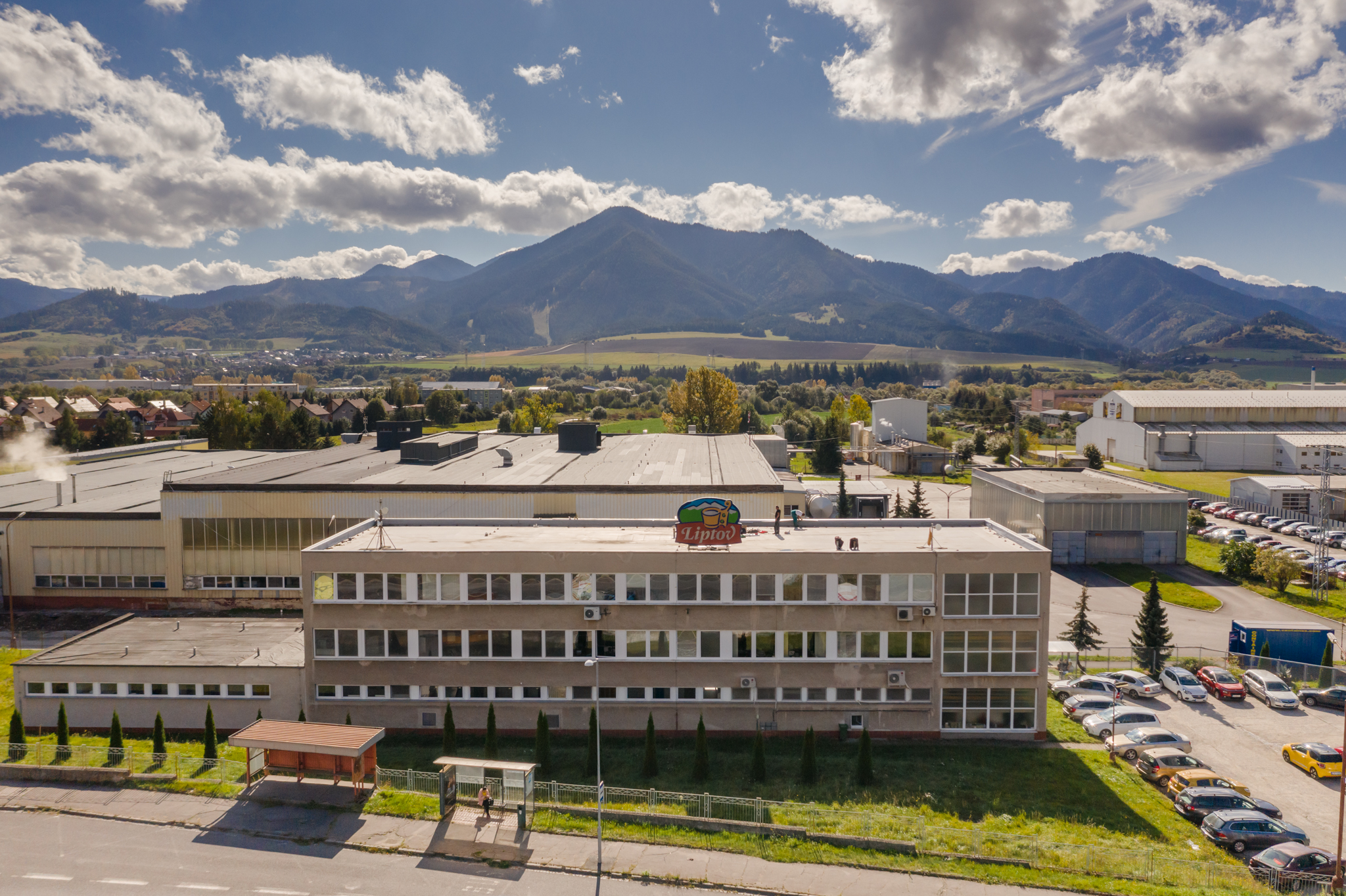
Сырзавод в Липтовски-Микулаш (Словакия)

Подразделения компании по состоянию на 2023 год:
- сыры — производство сыров под брендами Caprice des Dieux, Saint Albray, Le Rustique, Coeur de Lion, Saint Agur, Bresse Bleu, St-Morêt, Tartare, Carré Frais, RichesMonts, Chavroux, Saint-Loup, Géramont, Saint Albray, Fol Epi и другими; 58 % выручки;
- молочная продукция — производство молочных жиров и протеинов для пищевой и косметической промышленности, другая продукция из молока и заменителей; 42 % выручки.

Выручка компании за 2023 год составила 6,8 млрд евро, её распределение по регионам: Франция — 32 %, остальная Европа — 37 %, другие регионы — 31 %.